# Insa Wilke

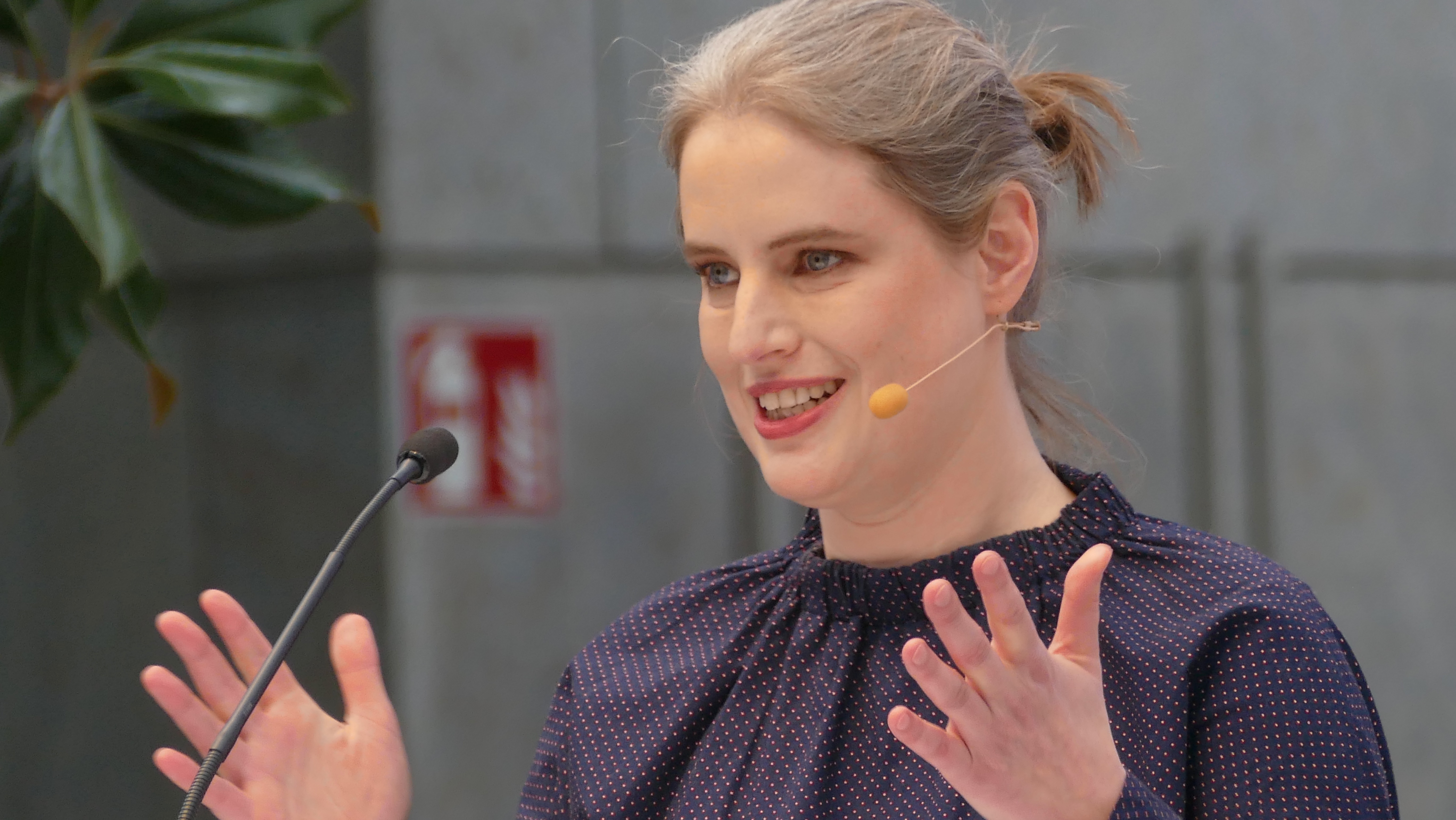
Insa Wilke bei der Leipziger Buchmesse (2022)

Insa Wilke (* 1978 in Bremerhaven) ist eine deutsche Literaturkritikerin und Moderatorin.

## Leben und Werk
Insa Wilke studierte Germanistik und Geschichte in Göttingen, Rom und Berlin. 2009 wurde sie an der Freien Universität Berlin mit einer Arbeit zu Thomas Brasch promoviert. Von 2007 bis 2010 lehrte sie als wissenschaftliche Mitarbeiterin sowie als Lehrbeauftragte am Seminar für Deutsche und Niederländische Philologie der FU Berlin im Fach Neuere Deutsche Literaturwissenschaft.
Seit 2006 konzipiert und moderiert Wilke Kulturveranstaltungen. Von 2010 bis 2012 leitete sie das Literaturhaus Köln. Seit 2013 ist sie im Kulturprogramm WDR 3 eine der Moderatoren der wöchentlichen Büchersendung Gutenbergs Welt. Seit 2015 moderiert sie auch die Neuen Darmstädter Gespräche im Staatstheater Darmstadt. Seit 2016 ist Wilke Programmleiterin des Mannheimer Literaturfestes lesen.hören und übernahm dort die Nachfolge des verstorbenen Roger Willemsen, dessen Nachlass sie verwaltet.
Außerdem ist sie Mitglied der Jury der SWR-Bestenliste und war von 2017 bis 2024 gemeinsam mit Denis Scheck und Ijoma Mangold ständiges Mitglied des „SWR lesenswert Quartetts“. Sie war Mitglied der Jurys für den Peter-Huchel-Preis und den Italo-Svevo-Preis sowie den Ingeborg-Bachmann-Preis. Von 2018 bis 2023 gehörte Insa Wilke dem Jurorenteam des Ingeborg-Bachmann-Preises an, von 2021 bis 2023 als Juryvorsitzende. 2024 schied sie aus der Jury aus und übergab den Vorsitz an den langjährigen Bachmann-Juror Klaus Kastberger.
Sie verfasst Literaturkritiken unter anderem für den Tagesspiegel, Die Zeit und die Süddeutsche Zeitung. Von 2022 bis 2024 war sie Jury-Vorsitzende des Preises der Leipziger Buchmesse.
Im Oktober 2021 wurde Wilke von Kulturstaatsministerin Monika Grütters für den Zeitraum 2022 bis 2024 als Literaturexpertin in die Jury der Villa Massimo berufen.
Insa Wilke wohnt und arbeitet in Berlin.

## Auszeichnungen
- 2014: Alfred-Kerr-Preis
- 2025: Ehrendoktorat der Gottfried Wilhelm Leibniz Universität Hannover[10]

## Schriften (Auswahl)
Autorschaft
- Ist das ein Leben – Der Dichter Thomas Brasch. Dissertation. Matthes & Seitz, Berlin 2010, ISBN 978-3-88221-540-3.

Herausgeberschaft
- mit Thomas Wild: Thomas Brasch. (= Text & Kritik. Heft 194). München 2012, ISBN 978-3-86916-168-6.
- Frank Mädler: Kopal. Fotohof edition, Salzburg 2013, ISBN 978-3-902675-86-6.
- Bericht am Feuer – Gespräche, E-Mails und Telefonate zum Werk von Christoph Ransmayr. S. Fischer, Frankfurt am Main 2014, ISBN 978-3-10-062953-1.
- Der leidenschaftliche Zeitgenosse – Zum Werk von Roger Willemsen. S. Fischer, Frankfurt am Main 2015, ISBN 978-3-10-002422-0.
- Roger Willemsen: Wer wir waren: Zukunftsrede. S. Fischer, Frankfurt am Main 2016, ISBN 978-3-10-397285-6, Rezension.[11]
- Roger Willemsen: Musik. Über ein Lebensgefühl. S. Fischer, Frankfurt am Main 2018, ISBN 978-3-10-397383-9.